# Mezhirichi
Velyki Mezhýrichi (ucraniano: Вели́кі Межи́річі; polaco: Międzyrzec Korecki; yidis: מעזריטש, Mezritch;  hebreo: מזריטש) es un municipio rural y pueblo de Ucrania, perteneciente al raión de Rivne de la óblast de Rivne.
En 2020, el municipio tenía una población de 7997 habitantes, de los cuales algo más de dos mil vivían en el propio pueblo y el resto repartidos en quince pedanías. El municipio se fundó en 2020 mediante la fusión de los hasta entonces consejos rurales de Velyki Mezhýrichi, Svitánok, Ivánivka, Samostrily, Nevírkiv y Shchekyshyn. Además de estos seis pueblos, pertenecen al municipio otros diez: Berézivka, Bokshyn, Braniv, Horodyshche, Dyvén, Zhórnivka, Zastavya, Kolódiyivka, Malá Sovpá y Stovpyn.
Se ubica unos 40 km al este de Rivne, sobre la carretera T1812 que lleva hacia el norte a Berezne.

## Historia
El rabino Dov Ber de Mezeritch, un líder de jasidismo, se trasladó a Mezhirichi, donde permaneció hasta su muerte, haciendo lo un lugar de peregrinación para los jasidim.
Antes de la fundación del actual municipio en 2020, el pueblo era sede de un consejo rural en el raión de Kórets, al que únicamente pertenecían como pedanías los pueblos de Dyvén, Zastavya y Kolódiyivka.